# En lillebitte ørering
En lillebitte ørering er en dansk kortfilm fra 1984 med instruktion og manuskript af Camilla Skousen.

## Handling
Filmens hovedperson er en 10-års pige set med en voksens øjne. Pigen ønsker sig hul i ørene. Filmen følger hendes dag fra efter skoletid til sengetid. Ind i den konkrete handling væver sig scener fra en hverdag, som rummer mange farer for børn: trafikken, alene hjemme, lyden af en flyver, der minder om krig.